# Temporada do Sport Lisboa e Benfica de 2009–10
A temporada 2009/2010 do Sport Lisboa e Benfica foi a centésima quinta do clube lisboeta no Campeonato de Portugal de futebol de primeira divisão 2009/2010 e a 76ª edição no principal escalão do futebol português depois a introdução do profissionalismo em 1934. Este temporada é importante para o clube lisboeta porque este temporada é considerado como a melhor temporada dos últimos 20 anos, com também um título que falta no Sport Lisboa e Benfica desde há cinco anos. Na época anterior, a equipa classificou-se no terceiro lugar, com direito à presença na Liga Europa.
Para essa nova temporada na principal escalão, o objectivo do Benfica é o título de campeão, tal como os principais candidatos, o FC Porto, detentor do título depois 4 anos consecutivos, e também o Sporting.
O Benfica conquista o primeiro lugar na luta com o Sporting Braga, equipa surpresa do ano. Com oito vitórias e um empate, a equipa conquista o primeiro lugar, só uma jornada - a 8ª, sendo que, na jornada seguinte, o Benfica perde no Estádio Municipal de Braga (2-0), mas fica na luta pela primeira lugar com o Sporting Braga. É na 20ª jornada, que a equipa da Luz conquista o primeiro lugar até o título pela 32ª vez. Foi uma grande época do Benfica, com muitas goleadas, um bom futebol, com grandes transferências como Javier Saviola por 5 milhões de euros. Na Liga Europa, o Benfica faz uma boa campanha, com vitórias decisivas como contra o Olympique de Marselha nos oitavos-de-finais, quando Alan Kardec consegue marcar aos 90' minutos, o que permitiu à equipa qualificar-se para os 1/4 finais.
A equipa foi dirigida por Jorge Jesus, grande treinador português que no ano anterior tinha treinado o Sporting Clube de Braga, com uma boa campanha europeia. A equipa comprou alguns jogadores que durante a época se destacaram, Javi García (jovem jogador do Real Madrid), Javier Saviola (grande avançado argentino que jogou pela Copa do Mundo FIFA de 2006 com a Seleção Argentina de Futebol), Ramires, ídolo e craque da equipa do Cruzeiro e revelação na Seleção Brasileira de Futebol). Foi também o ano da confirmação de David Luiz e Fábio Coentrão.

## Pré-temporada

### Pré-época
O Benfica prossegue a pré-época na Suíça,[carece de fontes?] jogando o primeiro jogo da pré-temporada contra o FC Sion  obtendo um empate 2-2. No jogo seguinte, o Benfica defrontou o Shakhtar Donetsk ganhando (2-0) à equipa vencedora da Copa UEFA.

Depois, parte para o Algarve para competir no Torneio do Guadiana.[carece de fontes?] No primeiro jogo, o Benfica defrontou o Athletic Bilbao  e ganhou por 2-1. No segundo jogo do torneio defrontou o Olhanense  e a equipa encarnada ganhou 2-1 com um golo de Miguel Vítor aos 90' minutos, sendo o seu terceiro troféu no torneio.

A 21 de julho decorreu o jogo de apresentação  contra os espanhóis do Atlético de Madrid, terminando o jogo com uma derrota por 2-1.

No fim de Julho, o Sport Lisboa e Benfica venceu o Torneio de Amsterdã,[carece de fontes?] logo na sua primeira participação no torneio, com duas vitórias, contra o Sunderland  (2-0) e contra o Ajax  (3-2).

Voltou a Portugal, a Guimarães, para mais um troféu, o segundo, na segunda edição do Torneio Cidade de Guimarães,[carece de fontes?] ganhando à equipa da casa o Vitória Guimarães  (2-0) e ao Portsmouth  (4-0).

A 8 de Agosto, realizou-se a segunda edição da Eusébio Cup, com um empate no final do tempo regulamentar (1-1) mas que acabou com a vitória (e respectivo troféu) do Benfica nas grandes penalidades (5-4) frente ao AC Milan.

### Transferências
O Benfica acaba de garantir a contratação de Júlio César , guarda-redes que nos dois últimos anos representou o Belenenses, depois de ter passado pelo Botafogo e Paraná. O guardião brasileiro de 22 anos assina para as próximas cinco temporadas.
O internacional sub-20 brasileiro, Patric foi jogador do São Caetano vai representar o Benfica na próxima temporada. Jovem valor do futebol brasileiro, Patric é um lateral direito que se destacou no Criciúma antes de ter rumado ao São Caetano. Recentemente foi campeão sul-americano  ao serviço da Seleção Brasileira de Futebol Sub-20.
O lateral esquerdo José Shaffer é oficialmente jogador do Benfica . O argentino, de 23 anos, comprometeu-se por 4 temporadas com as águias.
Segundo várias fontes, o futebolista oriundo do Racing de Avellaneda custou cerca de 1,9 milhões de euros.
O central Roderick Miranda e o avançado Nélson Oliveira, ambos com 18 anos, renovaram os seus contratos com o Benfica. Os jovens futebolistas, que têm sido seguidos por diversos clubes europeus, passaram a ter uma cláusula de rescisão de 30 milhões de euros.
César Peixoto, que trocou o Sporting de Braga pelo clube da Luz, assinou um contrato válido por três temporadas, mais uma de opção. O Benfica pagou 400 mil euros a pronto à formação minhota. O esquerdino confirmou ter recusado um convite do Sporting, porque o seu desejo era jogar no Benfica.
Os encarnados terão aumentado a parada para os 1,1 milhões de euros, algo que terá ido de encontro às pretensões do Flamengo, que detém 15% do passe do jogador, para o médio brasileiro Airton.
O Benfica oficializou a contratação de Javi García. O médio deixa o Real Madrid e chega à Luz num negócio de sete milhões de euros, assinando por cinco anos. Javi García tem 22 anos e foi formado no Real Madrid. Saiu em 2007/08, para jogar uma época no Osasuna. Na época passada regressou ao Real Madrid.
O Benfica comprou por 7,5 milhões de euros a totalidade do passe do futebolista brasileiro Ramires, que jogará na Luz nos próximos cinco anos.
A Équipa da Luz confirmou a contratação do meia brasileiro Felipe Menezes, um dos destaques do Goiás na atual temporada. O jogador de 21 anos assinou com o clube português por cinco temporadas.
O Benfica acaba de garantir o empréstimo do avançado brasileiro Keirrison. O avançado contratado recentemente pelo Barcelona vai reforçar o plantel às ordens de Jorge Jesus. Os catalães acordaram com o Benfica um empréstimo por uma época, com outra de opção.
O Benfica e o Sport Recife chegou a um acordo de princípio com o avançado brasileiro Weldon, o contrato será de 2 anos.
O Real Madrid chegou a acordo com a équipa lisboeta  por Javier Saviola por 3 anos. A transferência do Real Madrid foi efectuada por um valor de 5 milhões de euros. Saviola e Aimar reeditam assim a «dupla maravilha» dos tempos do River Plate quando, ainda jovens, chamaram a atenção do mundo.
O Atlético Mineiro anunciou de forma oficial a transferência do avançado Éder Luís para o Benfica. O clube mineiro receberá dois milhões de euros por 50% dos direitos económicos  que detinha sobre o jogador.

## Jogadores e Quadro

### Plantel

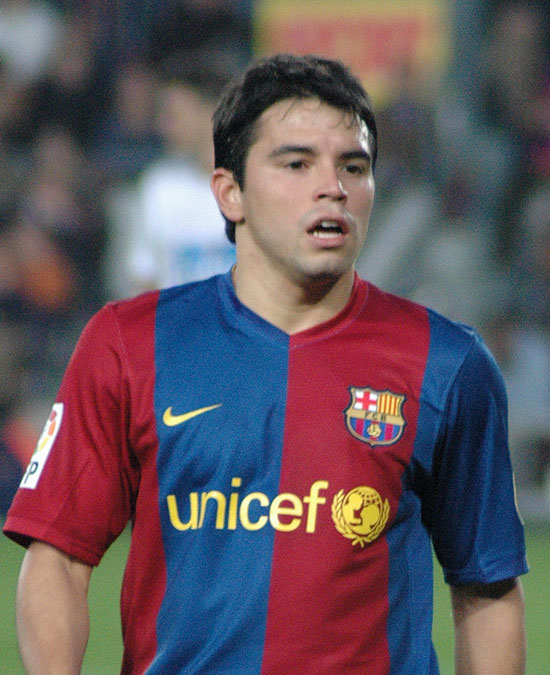
Javier Saviola novo reforço do Benfica, aqui ainda no Barcelona

A temporada da época 2009/2010, inclui uma maioria de jogadores sul-americanos (21) contra 11 jogadores portugueses, sendo alguns deles jovens jogadores em início de carreira, como o defesa Roderick Miranda. A equipa conta com grandes jogadores de um passado recente, como os argentinos Javier Saviola e Pablo Aimar. A seguir, contratou um jogador com um grande potencial, Ramires do Cruzeiro.
Sob as ordens de Jorge Jesus, novo treinador do clube que treinou o Sporting Braga na temporada transacta, o jogador minhoto César Peixoto juntou-se ao Benfica encontrando o seu treinador do ano anterior.
Este foi o ano de muitas revelações, o que contribui para uma qualidade de jogo acima do previsto, tais como Javi García, David Luiz e Fábio Coentrão, que anteriormente tinha sido emprestado a vários clubes, portugueses e espanhóis. Uma das revelações do Coritiba, Keirrison foi emprestado pelo Barcelona, para se habituar ao futebol europeu, mas não se teve sucesso, pois jogou apenas 2 jogos não obtendo qualquer golo.
| Número | Posição      | Nome             | Nascimento (anos)                 | Nacionalidade | Seleção         | Antigo clube      |
| ------ | ------------ | ---------------- | --------------------------------- | ------------- | --------------- | ----------------- |
| 1      | Guarda-redes | Moreira          | 20 de março de 1982 (27 anos)     | Portugal      | Portugal sub-21 | Formado no clube  |
| 12     | Guarda-redes | Quim             | 13 de novembro de 1975 (33 anos)  | Portugal      | Portugal        | Sporting Braga    |
| 13     | Guarda-redes | Júlio César      | 2 de setembro de 1986 (22 anos)   | Brasil        | -               | Belenenses        |
| 3      | Defesa       | José Shaffer     | 16 de dezembro de 1985 (24 anos)  | Argentina     | -               | Racing Club       |
| 4      | Defesa       | Luisão           | 13 de fevereiro de 1981 (28 anos) | Brasil        | Brasil          | Cruzeiro          |
| 14     | Defesa       | Maxi Pereira     | 8 de junho de 1984 (25 anos)      | Uruguai       | Uruguai         | Defensor Sporting |
| 15     | Defesa       | Roderick Miranda | 30 de março de 1991 (18 anos)     | Portugal      | Portugal sub-18 | Formado no clube  |
| 22     | Defesa       | Luís Filipe      | 14 de junho de 1979 (30 anos)     | Portugal      | Portugal sub-21 | Sporting Braga    |
| 23     | Defesa       | David Luiz       | 22 de abril de 1987 (22 anos)     | Brasil        | Brasil sub-20   | Vitória           |
| 25     | Defesa       | César Peixoto    | 12 de maio de 1980 (29 anos)      | Portugal      | Portugal        | Sporting Braga    |
| 27     | Defesa       | Sidnei           | 23 de agosto de 1989 (19 anos)    | Brasil        | Brasil sub-20   | Internacional     |
| 28     | Defesa       | Miguel Vítor     | 30 de junho de 1989 (20 anos)     | Portugal      | Portugal sub-21 | Formado no clube  |
| 35     | Defesa       | Jorge Ribeiro    | 9 de novembro de 1981 (27 anos)   | Portugal      | Portugal        | Sporting Braga    |
| 2      | Médio        | Airton           | 21 de fevereiro de 1990 (19 anos) | Brasil        | -               | Flamengo          |
| 5      | Médio        | Rúben Amorim     | 27 de janeiro de 1985 (24 anos)   | Portugal      | Portugal sub-21 | Belenenses        |
| 6      | Médio        | Javi García      | 8 de fevereiro de 1987 (22 anos)  | Espanha       | Espanha sub-21  | Real Madrid       |
| 8      | Médio        | Ramires          | 24 de março de 1987 (22 anos)     | Brasil        | Brasil sub-23   | Cruzeiro          |
| 10     | Médio        | Pablo Aimar      | 3 de novembro de 1979 (29 anos)   | Argentina     | Argentina       | Zaragoza          |
| 17     | Médio        | Carlos Martins   | 29 de abril de 1982 (27 anos)     | Portugal      | Portugal        | Recreativo Huelva |
| 18     | Médio        | Fábio Coentrão   | 11 de março de 1988 (21 anos)     | Portugal      | Portugal sub-21 | Rio Ave           |
| 20     | Médio        | Ángel di María   | 14 de fevereiro de 1988 (21 anos) | Argentina     | Argentina       | Rosario Central   |
| 24     | Médio        | Felipe Menezes   | 20 de janeiro de 1988 (21 anos)   | Brasil        | -               | Goiás             |
| 7      | Avançado     | Óscar Cardozo    | 20 de maio de 1983 (26 anos)      | Paraguai      | Paraguai        | Newell's Old Boys |
| 9      | Avançado     | Mantorras        | 18 de março de 1982 (27 anos)     | Angola        | Angola          | Alverca           |
| 11     | Avançado     | Keirrison (E)    | 3 de dezembro de 1988 (20 anos)   | Brasil        | Brasil sub-23   | Barcelona (E)     |
| 19     | Avançado     | Weldon           | 6 de agosto de 1980 (29 anos)     | Brasil        | -               | Cruzeiro          |
| 21     | Avançado     | Nuno Gomes       | 5 de julho de 1976 (33 anos)      | Portugal      | Portugal        | Fiorentina        |
| 30     | Avançado     | Javier Saviola   | 11 de dezembro de 1981 (27 anos)  | Argentina     | Argentina       | Real Madrid       |
| 31     | Avançado     | Alan Kardec      | 12 de janeiro de 1989 (20 anos)   | Brasil        | -               | Vasco da Gama     |
| 32     | Avançado     | Éder Luís        | 19 de abril de 1985 (24 anos)     | Brasil        | -               | Atlético Mineiro  |

### Quadro técnico

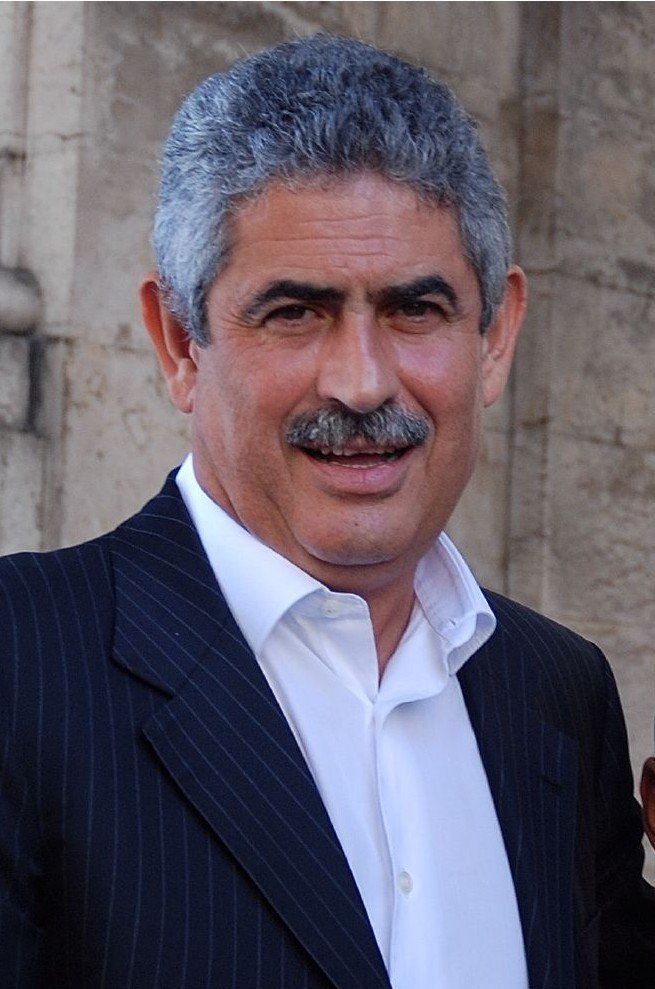
Luís Filipe Vieira, reeleito presidente do Sport Lisboa e Benfica

Luís Filipe Vieira foi reeleito presidente do Sport Lisboa e Benfica. O presidente reuniu 91,74 % por cento dos votos. Vieira foi reeleito no segundo acto eleitoral mais concorrido de sempre, com 20 672 participantes. A Lista A, encabeçada por Luís Filipe Vieira, foi a escolha de 18 825 votantes.
Com 2,71 por cento dos votos, Bruno Carvalho, ficou aquém das suas expectativas, visto apenas 505 votantes terem optado pela Lista B. Em branco votaram 1121 pessoas, o que corresponde a 5,56 por cento dos votos.
Este mercado foi marcado, para a assinatura como treinador de Jorge Jesus, que assinou pelo Benfica um contrato válido por duas temporadas. É um treinador que foi treinar o Sporting Braga no ano passado.
Os quadros técnicos:
| Nome               | Função                    |
| ------------------ | ------------------------- |
| Luís Filipe Vieira | Presidente                |
| Jorge Jesus        | Treinador                 |
| Raul José          | Treinador adjunto         |
| Miguel Quaresma    | Treinador adjunto         |
| Minervino Pietra   | Treinador adjunto         |
| Mário Monteiro     | Preparador físico         |
| Luís Matos         | Treinador de guarda-redes |
| Bruno Mendes       | Benfica LAB, coordenador  |
| Marco Pedroso      | Vídeoanalista             |
| Rui Costa          | director desportivo       |

## Liga Sagres

### Resultados por jornadas

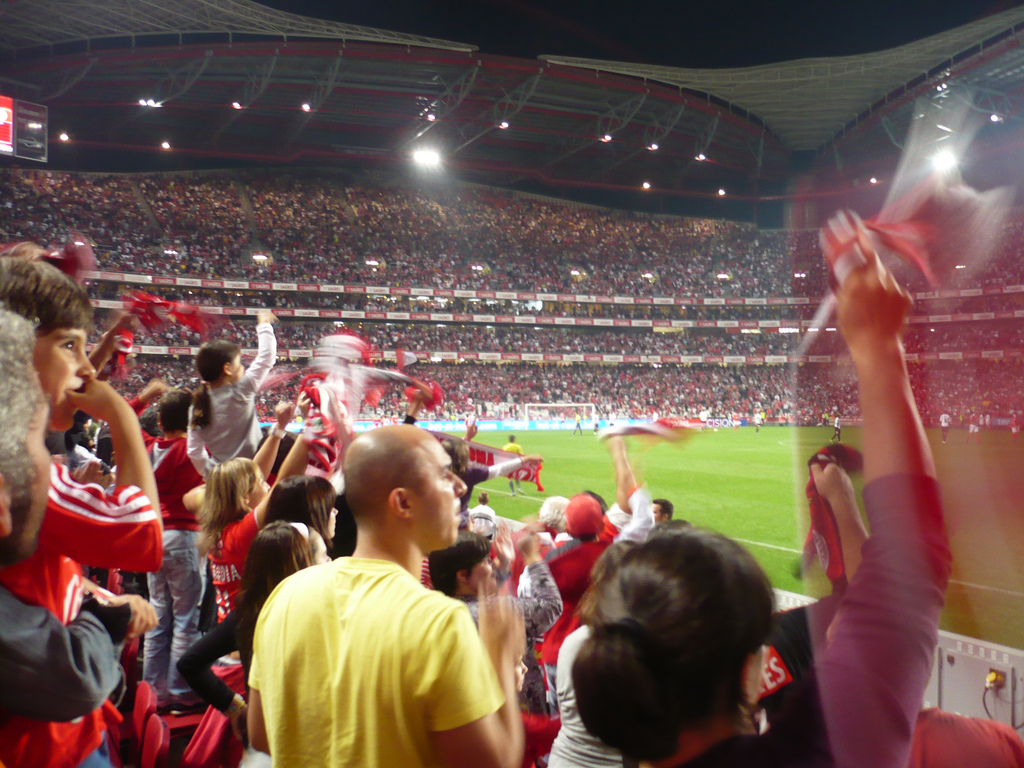
Adeptos benfiquistas no Benfica - Nacional.

| Jornada    | 1 | 2 | 3 | 4  | 5  | 6  | 7  | 8  | 9  | 10 | 11 | 12 | 13 | 14 | 15 | 16 | 17 | 18 | 19 | 20 | 21 | 22 | 23 | 24 | 25 | 26 | 27 | 28 | 29 | 30 |
| ---------- | - | - | - | -- | -- | -- | -- | -- | -- | -- | -- | -- | -- | -- | -- | -- | -- | -- | -- | -- | -- | -- | -- | -- | -- | -- | -- | -- | -- | -- |
| Jogo (C/F) | C | F | C | F  | F  | C  | F  | C  | F  | C  | F  | C  | F  | C  | F  | F  | C  | F  | C  | C  | F  | C  | F  | C  | F  | C  | F  | C  | F  | C  |
| Resultado  | E | V | V | V  | V  | V  | V  | V  | D  | V  | E  | V  | E  | V  | V  | V  | V  | E  | V  | V  | V  | V  | V  | V  | V  | V  | V  | V  | D  | V  |
| Pontos     | 1 | 4 | 7 | 10 | 13 | 16 | 19 | 22 | 22 | 25 | 26 | 29 | 30 | 33 | 36 | 39 | 42 | 43 | 46 | 49 | 52 | 55 | 58 | 61 | 64 | 67 | 70 | 73 | 73 | 76 |
| Lugar      | 2 | 4 | 2 | 2  | 2  | 2  | 2  | 1  | 2  | 2  | 2  | 2  | 2  | 2  | 2  | 2  | 2  | 2  | 2  | 1  | 1  | 1  | 1  | 1  | 1  | 1  | 1  | 1  | 1  | 1  |

## Jogos da temporada

### Liga Sagres
| 16 de agosto de 2009 | Benfica                                                              | 1 – 1     | Marítimo | Estádio da Luz, Lisboa                             |
| 1ª jornada - 20:15   | David Luiz 56' · Óscar Cardozo 67' · Fábio Coentrão 81' · Weldon 86' | Relatório | 25' (g.p.) 26' Alonso · 33' Kanu · 35' Olberdam · 61' Baba Diawara · 78' Djalma · Marítimo: Peçanha, Briguel, Guilherme, Cardozo, Alonso, João Luís (Fernando 89'), Olberdam, Miguelito, Manú (Djalma 70'), Kanu, Baba | Público: 54,103 Árbitro: Artur Soares Dias (Porto) |

| 23 de agosto de 2009 | Vitória Guimarães                          | 0 – 1     | Benfica                                            | Estádio D. Afonso Henriques, Guimarães          |
| 2ª jornada - 18:00   | Flávio Meireles 52' 63' Nuno Assis 73' 91' | Relatório | 29' Javi García · 89' Ramires · 90' Fábio Coentrão | Público: 27,310 Árbitro: Pedro Proença (Lisboa) |

| 31 de agosto de 2009 | Benfica | 8 – 1     | Vitória Setúbal                                                                      | Estádio da Luz, Lisboa                         |
| 3ª jornada - 20:15   | Javi García 16' · Luisão 23' · Óscar Cardozo (g.p.) 30' 66' 75' · Pablo Aimar 36' · Ramires 37' · Rúben Amorim 56' · Nuno Gomes 85' | Relatório | 18' Lourenço 20' Bruno Monteiro 28' Ladji Keita 62' Álvaro Fernández 88' Vasco Varão | Público: 40,915 Árbitro: Duarte Gomes (Lisboa) |

| 13 de setembro de 2009 | Belenenses                          | 0 – 4     | Benfica                                                                                | Estádio do Restelo, Lisboa                             |
| 4ª jornada - 18:00     | Celestino 42' Jean Paul Yontcha 79' | Relatório | 6' Javier Saviola · 50' 76' Javi García · 57' Óscar Cardozo · 85' Luisão · 88' Ramires | Público: 17,473 Árbitro: Olegário Benquerença (Leiria) |

| 20 de setembro de 2009 | União Leiria                                                             | 1 – 2     | Benfica                                                        | Estádio Dr. Magalhães Pessoa, Leiria         |
| 5ª jornada - 20:15     | Saïdou Panandétiguiri 40' Rainford Kalaba 72' Mamadou Tall 78' Silas 82' | Relatório | 4' Javier Saviola · 80' (g.p.) Óscar Cardozo · 93' Javi García | Público: 22,676 Árbitro: Jorge Sousa (Porto) |

| 26 de setembro de 2009 | Benfica | 5 – 0     | Leixões                                                                                      | Estádio da Luz, Lisboa                        |
| 6ª jornada - 21:15     | Luisão 22' · David Luiz 45' · Pablo Aimar 45' · Óscar Cardozo (g.p.) 56' 88' · Ramires 75' · Maximiliano Pereira 82' | Relatório | 19' Tiago Cintra 21' 27' Christian Pouga 37' Tucker 39' Wênio 55' Nuno Silva 57' Hugo Morais | Público: 43,283 Árbitro: João Capela (Lisboa) |

| 5 de outubro de 2009 | Paços Ferreira                       | 1 – 3     | Benfica                                                                              | Estádio da Mata Real, Paços de Ferreira         |
| 7ª jornada - 20:15   | Jorginho 25' Ozéia 40' Cristiano 57' | Relatório | 3' David Luiz · 22' Carlos Martins · 26' Rúben Amorim · 41' Óscar Cardozo · 70' Quim | Público: 4,865 Árbitro: João Ferreira (Setúbal) |

| 26 de outubro de 2009 | Benfica | 6 – 1     | Nacional | Estádio da Luz, Lisboa |
| 8ª jornada - 20:15    | Óscar Cardozo 17' (g.p.) 48' (g.p.) 90' · Ángel di María 30' · Luisão 39' · Javier Saviola 40' 61' · Fábio Coentrão 81' · Nuno Gomes 84' | Relatório | 28' Edgar Costa · 32' 84' Patacas · 39' Rúben Micael · 46' Mateus · 47' Felipe Lopes · 76' Cléber Monteiro · 89' João Aurélio | Público: 47,011        |

| 31 de outubro de 2009 | Sporting Braga                                                           | 2 – 0     | Benfica                                                                               | Estádio Municipal de Braga, Braga            |
| 9ª jornada - 21:15    | Hugo Viana 7' · João Pereira 31' · André Leone 45' · Paulo César 70' 78' | Relatório | 6' Fábio Coentrão 31' Javi García 32' David Luiz 42' Javier Saviola 45' Óscar Cardozo | Público: 24,181 Árbitro: Jorge Sousa (Porto) |

| 9 de novembro de 2009 | Benfica                                   | 1 – 0     | Naval                                                   | Estádio da Luz, Lisboa                             |
| 10ª jornada - 20:15   | Maximiliano Pereira 38' · Javi García 90' | Relatório | 11' Kevin Gomis 29' Nicolas Godemèche 56' Sekou Baradji | Público: 41,981 Árbitro: Lucílio Batista (Setúbal) |

| 28 de novembro de 2009 | Sporting                                              | 0 – 0     | Benfica                                           | Estádio Alvalade XXI, Lisboa                    |
| 11ª jornada - 21:15    | Ânderson Polga 29' Adrien Silva 52' Miguel Veloso 69' | Relatório | 45' Ángel di María 70' Javi García 77' David Luiz | Público: 45,880 Árbitro: Pedro Proença (Lisboa) |

| 6 de dezembro de 2009 | Benfica                                                                             | 4 – 0     | Académica         | Estádio da Luz, Lisboa                         |
| 12ª jornada - 20:15   | Óscar Cardozo 6' 56' 69' · Javier Saviola 32' · Ángel di María 61' · David Luiz 89' | Relatório | 65' Dijilly Vouho | Público: 41,206 Árbitro: Cosme Machado (Braga) |

| 12 de dezembro de 2009 | Olhanense | 2 – 2     | Benfica | Estádio José Arcanjo, Olhão                       |
| 13ª jornada - 21:15    | Carlos Fernandes 10' 52' · Ukra 22' · André Castro 25' · Djalmir 26' · Toy 34' 69' · Rui Duarte 58' · Miguel Garcia 90' | Relatório | 26' Óscar Cardozo · 29' Javier Saviola · 39' Maximiliano Pereira · 42' Ángel di María · 53' César Peixoto · 62' Fábio Coentrão · 88' Javi García · 92' Nuno Gomes | Público: 8,024 Árbitro: Artur Soares Dias (Porto) |

| 20 de dezembro de 2009 | Benfica                                                           | 1 – 0     | FC Porto                                                                                                | Estádio da Luz, Lisboa                             |
| 14ª jornada - 20:15    | Javier Saviola 22' 44' · David Luiz 26' · Maximiliano Pereira 87' | Relatório | 69' Radamel Falcao 81' Fernando 87' Cristian Rodríguez 87' Bruno Alves 127' Hulk 127' Cristian Săpunaru | Público: 58,659 Árbitro: Lucílio Batista (Setúbal) |

| 9 de janeiro de 2010 | Rio Ave                                              | 0 – 1     | Benfica                                | Estádio dos Arcos, Vila do Conde               |
| 15ª jornada - 21:15  | Vítor Gomes 50' Fábio Faria 72' André Vilas Boas 83' | Relatório | 48' Javier Saviola · 81' César Peixoto | Público: 7,060 Árbitro: Bruno Paixão (Setúbal) |

| 17 de janeiro de 2010 | Marítimo                                                       | 0 – 5     | Benfica | Estádio dos Barreiros, Funchal                  |
| 16ª jornada - 20:15   | Cláudio Pitbull 20' Olberdam 31' Robson 45' João Guilherme 75' | Relatório | 26' Pablo Aimar · 29' Javier Saviola · 35' Maximiliano Pereira · 45' (g.p.) Óscar Cardozo · 51' Roberto Souza · 69' Luisão | Público: 5,000 Árbitro: João Ferreira (Setúbal) |

| 30 de janeiro de 2010 | Benfica                                                                                | 3 – 1     | Vitória Guimarães                                                       | Estádio da Luz, Lisboa                           |
| 17ª jornada - 19:15   | Pablo Aimar 17' · David Luiz 26' · Carlos Martins 43' 50' 59' 71' · Fábio Coentrão 63' | Relatório | 19' Leandro · 21' Douglas · 32' Nuno Assis · 40' Moreno · 75' Valdomiro | Público: 52,616 Árbitro: Elmano Santos (Madeira) |

| 6 de fevereiro de 2010 | Vitória Setúbal                                                                            | 1 – 1     | Benfica                                                                       | Estádio do Bonfim, Setúbal                  |
| 18ª jornada - 21:15    | Bruno Ribeiro 26' · David Luiz 38' · Marc Zoro 92' · Przemysław Kaźmierczak 92' · Neca 92' | Relatório | 14' Ricardo Silva · 29' Carlos Martins · 38' Pablo Aimar · 81' Ángel di María | Público: 9,640 Árbitro: Jorge Sousa (Porto) |

| 13 de fevereiro de 2010 | Benfica           | 1 – 0     | Belenenses               | Estádio da Luz, Lisboa                                  |
| 19ª jornada - 17:00     | Óscar Cardozo 10' | Relatório | 61' Barge 78' Bruno Vale | Público: 45,329 Árbitro: Carlos Xistra (Castelo Branco) |

| 3 de fevereiro de 2010 | Benfica                                                   | 3 – 0     | União Leiria            | Estádio da Luz, Lisboa                            |
| 20ª jornada - 21:00    | Óscar Cardozo 10' · Javier Saviola 60' · Rúben Amorim 89' | Relatório | 14' Silas 63' 75' Elias | Público: 33,179 Árbitro: Marco Ferreira (Madeira) |

| 27 de fevereiro de 2010 | Leixões                   | 0 – 4     | Benfica                                                             | Estádio do Mar, Matosinhos                        |
| 21ª jornada - 21:15     | Nelson 36' João Paulo 48' | Relatório | 22' 59' 76' 87' Ángel di María · 27' Éder Luís · 61' Fábio Coentrão | Público: 6,474 Árbitro: Lucílio Batista (Setúbal) |

| 7 de março de 2010  | Benfica                                                                                         | 3 – 1     | Paços de Ferreira                       | Estádio da Luz, Lisboa                             |
| 22ª jornada - 20:15 | Rúben Amorim 13' · Javier Saviola 17' 62' · Ángel di María 38' · Luisão 45' · Óscar Cardozo 58' | Relatório | 43' William Arthur · 75' Jason Davidson | Público: 42,971 Árbitro: Artur Soares Dias (Porto) |

| 14 de março de 2010 | Nacional                                              | 0 – 1     | Benfica                                                               | Estádio da Madeira, Funchal                         |
| 23ª jornada - 18:00 | Felipe Lopes 41' João Aurélio 57' Cléber Monteiro 61' | Relatório | 28' Ramires · 65' Óscar Cardozo · 70' Ángel di María · 91' David Luiz | Público: 4,646 Árbitro: Paulo Baptista (Portalegre) |

| 27 de março de 2010 | Benfica                                                                   | 1 – 0     | Sporting Braga            | Estádio da Luz, Lisboa                          |
| 24ª jornada - 20:15 | Javi García 14' · Luisão 45' · Maximiliano Pereira 82' · Rúben Amorim 89' | Relatório | 9' Evaldo 52' Paulo César | Público: 63,679 Árbitro: Pedro Proença (Lisboa) |

| 5 de abril de 2010  | Naval                                              | 2 – 4     | Benfica                                                                                                | Estádio Municipal José Bento Pessoa, Figueira da Foz |
| 25ª jornada - 21:00 | Fábio Júnior 2' · Bolívia 12' · Bruno Lazaroni 23' | Relatório | 16' 19' Weldon · 38' Ángel di María · 45' Maximiliano Pereira · 55' Óscar Cardozo · 92' Carlos Martins | Público: 7,491 Árbitro: Elmano Santos (Madeira)      |

| 13 de abril de 2010 | Benfica                                                                                    | 2 – 0     | Sporting                   | Estádio da Luz, Lisboa                           |
| 26ª jornada - 20:45 | Luisão 48' · Fábio Coentrão 56' · Óscar Cardozo 68' · Ángel di María 77' · Pablo Aimar 78' | Relatório | 45' Abel 88' Miguel Veloso | Público: 59,317 Árbitro: João Ferreira (Setúbal) |

| 18 de abril de 2010 | Académica                                                                                                   | 2 – 3     | Benfica                                                                          | Estádio Cidade de Coimbra, Coimbra                      |
| 27ª jornada - 18:00 | Luiz Nunes 14' · Modou Sougou 25' · Diogo Gomes 28' · Markus Berger 74' · Rui Nereu 81' · William Tiero 88' | Relatório | 2' 41' Weldon · 54' 80' Rúben Amorim · 84' Javi García · 90' Maximiliano Pereira | Público: 21,742 Árbitro: Carlos Xistra (Castelo Branco) |

| 24 de abril de 2010 | Benfica | 5 – 0     | Olhanense | Estádio da Luz, Lisboa                             |
| 28ª jornada - 21:15 | Óscar Cardozo (g.p.) 3' 53' 54' 56' · Ángel di María 18' · Luisão 20' · Pablo Aimar 61' 79' · Maximiliano Pereira 86' | Relatório |           | Público: 62,147 Árbitro: Lucílio Batista (Setúbal) |

| 2 de maio de 2010   | FC Porto | 3 – 1     | Benfica | Estádio do Dragão, Porto                               |
| 29ª jornada - 20:15 | Jorge Fucile 5' 52' · Bruno Alves 42' 58' · Raul Meireles 44' · Ernesto Farías 61' · Fernando 64' · Fernando Belluschi 83' | Relatório | 5' Ángel di María · 12' Fábio Coentrão · 15' David Luiz · 41' Javi García · 57' Luisão · 79' Ramires · 90' Maximiliano Pereira | Público: 44,092 Árbitro: Olegário Benquerença (Leiria) |

| 9 de maio de 2010   | Benfica              | 2 – 1     | Rio Ave                                         | Estádio da Luz, Lisboa                       |
| 30ª jornada - 18:00 | Óscar Cardozo 3' 78' | Relatório | 10' Wíres · 24' Sílvio · 72' 73' Ricardo Chaves | Público: 64,103 Árbitro: Jorge Sousa (Porto) |

### Liga Europa
Jogos da Liga Europa
| 23 de fevereiro de 2010 1/16 final - 17:00 | Benfica                                                                   | 4 - 0       | Hertha Berlin | Estádio da Luz, Lisboa               |
|                                            | Pablo Aimar 25' · Óscar Cardozo 48' · Javi García 59' · Óscar Cardozo 62' | (Relatório) |               | Público: 30 402 Árbitro: Pieter Vink |

| BENFICA :   |    |                |     |
|             |    |                |     |
| G           | 13 | Júlio César    |     |
| D           | 4  | Luisão         |     |
| D           | 14 | Maxi Pereira   |     |
| D           | 23 | David Luiz     |     |
| M           | 5  | Rúben Amorim   |     |
| M           | 6  | Javi García    |     |
| M           | 10 | Pablo Aimar    | 66' |
| M           | 18 | Fábio Coentrão |     |
| M           | 20 | Ángel di María | 74' |
| A           | 7  | Óscar Cardozo  |     |
| A           | 30 | Javier Saviola | 69' |
| Suplentes:  |    |                |     |
| G           | 12 | Quim           |     |
| D           | 25 | César Peixoto  | 69' |
| D           | 27 | Sidnei         |     |
| M           | 17 | Carlos Martins | 66' |
| A           | 21 | Nuno Gomes     | 74' |
| A           | 31 | Alan Kardec    |     |
| A           | 32 | Éder Luís      |     |
| Treinador:  |    |                |     |
| Jorge Jesus |    |                |     |

| HERTHA BERLIN :  |    |                     |     |
|                  |    |                     |     |
| G                | 1  | Jaroslav Drobný     |     |
| D                | 3  | Arne Friedrich      | 14' |
| D                | 4  | Steve von Bergen    | 75' |
| D                | 6  | Christoph Janker    |     |
| M                | 7  | Cícero              |     |
| M                | 11 | Florian Kringe      |     |
| M                | 20 | Patrick Ebert       |     |
| M                | 25 | Maximilian Nicu     |     |
| M                | 26 | Łukasz Piszczek     | 72' |
| A                | 9  | Adrián Ramos        | 63' |
| M                | 10 | Raffael             | 63' |
| Suplentes:       |    |                     |     |
| G                | 12 | Timo Ochs           |     |
| D                | 5  | Nemanja Pejčinović  | 72' |
| D                | 22 | Rasmus Bengtsson    |     |
| M                | 8  | Pál Dárdai          |     |
| M                | 28 | Fabian Lustenberger |     |
| A                | 17 | Theofanis Gekas     | 63' |
| A                | 18 | Artur Wichniarek    | 63' |
| Treinador:       |    |                     |     |
| Friedhelm Funkel |    |                     |     |

| 11 de março de 2010 1/8 final - 20:05 | Benfica          | 1 - 1       | Marseille          | Estádio da Luz, Lisboa               |
|                                       | Maxi Pereira 77' | (Relatório) | 90' Hatem Ben Arfa | Público: 46 635 Árbitro: Felix Brych |

| BENFICA :   |    |                |     |
|             |    |                |     |
| G           | 13 | Júlio César    |     |
| D           | 4  | Luisão         |     |
| D           | 14 | Maxi Pereira   | 66' |
| D           | 23 | David Luiz     |     |
| D           | 25 | César Peixoto  | 77' |
| M           | 6  | Javi García    |     |
| M           | 8  | Ramires        |     |
| M           | 10 | Pablo Aimar    | 65' |
| M           | 20 | Ángel di María |     |
| A           | 7  | Óscar Cardozo  |     |
| A           | 30 | Javier Saviola | 88' |
| Suplentes:  |    |                |     |
| G           | 1  | Moreira        |     |
| D           | 28 | Miguel Vítor   |     |
| M           | 5  | Rúben Amorim   |     |
| M           | 17 | Carlos Martins | 65' |
| D           | 18 | Fábio Coentrão | 77' |
| A           | 31 | Alan Kardec    |     |
| A           | 32 | Éder Luís      | 88' |
| Treinador:  |    |                |     |
| Jorge Jesus |    |                |     |

| MARSEILLE :      |    |                    |     |
|                  |    |                    |     |
| G                | 30 | Steve Mandanda     |     |
| D                | 3  | Taye Taiwo         |     |
| D                | 21 | Souleymane Diawara |     |
| D                | 24 | Laurent Bonnart    |     |
| M                | 6  | Édouard Cissé      |     |
| M                | 7  | Benoît Cheyrou     |     |
| M                | 8  | Lucho González     | 49' |
| M                | 17 | Stéphane Mbia      |     |
| M                | 18 | Fabrice Abriel     | 70' |
| A                | 9  | Brandão            | 72' |
| A                | 11 | Mamadou Niang      | 74' |
| Suplentes:       |    |                    |     |
| G                | 40 | Elinton Andrade    |     |
| D                | 5  | Hilton             |     |
| M                | 10 | Hatem Ben Arfa     | 74' |
| M                | 12 | Charles Kaboré     |     |
| M                | 28 | Mathieu Valbuena   | 70' |
| A                | 14 | Bakari Koné        |     |
| A                | 23 | Fernando Morientes |     |
| Treinador:       |    |                    |     |
| Didier Deschamps |    |                    |     |

| 18 de março de 2010 1/8 final - 18:00 | Marseille         | 1 - 2                       | Benfica                            | Stade Vélodrome, Marselha              |
|                                       | Mamadou Niang 70' | (Relatório 1) (Relatório 2) | 75' Maxi Pereira · 90' Alan Kardec | Público: 42 493 Árbitro: Damir Skomina |

| MARSEILLE :      |    |                    |             |
|                  |    |                    |             |
| G                | 30 | Steve Mandanda     |             |
| D                | 3  | Taye Taiwo         | 82'         |
| D                | 21 | Souleymane Diawara |             |
| D                | 24 | Laurent Bonnart    |             |
| M                | 6  | Édouard Cissé      |             |
| M                | 7  | Benoît Cheyrou     | 76'         |
| M                | 8  | Lucho González     |             |
| M                | 17 | Stéphane Mbia      |             |
| M                | 18 | Fabrice Abriel     | 43'         |
| A                | 9  | Brandão            |             |
| A                | 11 | Mamadou Niang      |             |
| Suplentes:       |    |                    |             |
| G                | 40 | Elinton Andrade    |             |
| D                | 5  | Hilton             |             |
| M                | 10 | Hatem Ben Arfa     | 90' 90'     |
| M                | 12 | Charles Kaboré     | 76'         |
| M                | 28 | Mathieu Valbuena   |             |
| A                | 14 | Bakari Koné        | 43' 55' 90' |
| A                | 23 | Fernando Morientes |             |
| Treinador:       |    |                    |             |
| Didier Deschamps |    |                    |             |

| BENFICA :   |    |                |         |
|             |    |                |         |
| G           | 13 | Júlio César    |         |
| D           | 4  | Luisão         | 81'     |
| D           | 14 | Maxi Pereira   | 90'     |
| D           | 18 | Fábio Coentrão |         |
| D           | 23 | David Luiz     |         |
| M           | 6  | Javi García    | 83'     |
| M           | 8  | Ramires        |         |
| M           | 17 | Carlos Martins | 86'     |
| M           | 20 | Ángel di María | 54'     |
| A           | 7  | Óscar Cardozo  | 33'     |
| A           | 30 | Javier Saviola | 77'     |
| Suplentes:  |    |                |         |
| G           | 1  | Moreira        |         |
| D           | 28 | Miguel Vítor   | 90'     |
| M           | 2  | Airton         |         |
| M           | 10 | Pablo Aimar    | 77' 90' |
| M           | 24 | Felipe Menezes |         |
| A           | 19 | Weldon         |         |
| A           | 31 | Alan Kardec    | 86' 90' |
| Treinador:  |    |                |         |
| Jorge Jesus |    |                |         |

| 1 de abril de 2010 1/4 final - 20:05 | Benfica                                             | 2 - 1       | Liverpool       | Estádio da Luz, Lisboa                  |
|                                      | Óscar Cardozo (g.p.) 59' · Óscar Cardozo (g.p.) 79' | (Relatório) | 9' Daniel Agger | Público: 62 629 Árbitro: Jonas Eriksson |

| BENFICA :   |    |                |     |
|             |    |                |     |
| G           | 13 | Júlio César    |     |
| D           | 4  | Luisão         | 29' |
| D           | 14 | Maxi Pereira   | 66' |
| D           | 23 | David Luiz     | 37' |
| M           | 6  | Javi García    |     |
| M           | 8  | Ramires        |     |
| M           | 10 | Pablo Aimar    | 86' |
| M           | 17 | Carlos Martins | 72' |
| M           | 18 | Fábio Coentrão |     |
| M           | 20 | Ángel di María |     |
| A           | 7  | Óscar Cardozo  |     |
| Suplentes:  |    |                |     |
| G           | 1  | Moreira        |     |
| D           | 22 | Luís Filipe    |     |
| D           | 27 | Sidnei         |     |
| M           | 2  | Airton         | 86' |
| M           | 5  | Rúben Amorim   | 72' |
| A           | 21 | Nuno Gomes     | 66' |
| A           | 32 | Éder Luís      |     |
| Treinador:  |    |                |     |
| Jorge Jesus |    |                |     |

| LIVERPOOL :    |    |                    |     |
|                |    |                    |     |
| G              | 25 | Pepe Reina         | 74' |
| D              | 2  | Glen Johnson       |     |
| D              | 5  | Daniel Agger       |     |
| D              | 22 | Emiliano Insúa     | 45' |
| D              | 23 | Jamie Carragher    | 79' |
| M              | 8  | Steven Gerrard     | 90' |
| M              | 20 | Javier Mascherano  |     |
| M              | 21 | Lucas              |     |
| A              | 9  | Fernando Torres    | 82' |
| A              | 18 | Dirk Kuyt          |     |
| A              | 19 | Ryan Babel         | 31' |
| Suplentes:     |    |                    |     |
| G              | 1  | Diego Cavalieri    |     |
| D              | 16 | Sotirios Kyrgiakos |     |
| M              | 15 | Yossi Benayoun     | 90' |
| M              | 28 | Damien Plessis     |     |
| A              | 24 | David N'Gog        | 82' |
| M              | 31 | Nabil El Zhar      |     |
| A              | 47 | Dani Pacheco       |     |
| Treinador:     |    |                    |     |
| Rafael Benítez |    |                    |     |

| 8 de abril de 2010 1/4 final - 20:05 | Liverpool                                                             | 4 - 1       | Benfica           | Anfield, Liverpool                     |
|                                      | Dirk Kuyt 28' · Lucas 34' · Fernando Torres 59' · Fernando Torres 82' | (Relatório) | 70' Óscar Cardozo | Público: 42 377 Árbitro: Björn Kuipers |

| LIVERPOOL :    |    |                    |         |
|                |    |                    |         |
| G              | 25 | Pepe Reina         |         |
| D              | 2  | Glen Johnson       |         |
| D              | 5  | Daniel Agger       |         |
| D              | 16 | Sotirios Kyrgiakos |         |
| D              | 23 | Jamie Carragher    |         |
| M              | 8  | Steven Gerrard     | 88'     |
| M              | 15 | Yossi Benayoun     | 75' 90' |
| M              | 20 | Javier Mascherano  |         |
| M              | 21 | Lucas              |         |
| A              | 9  | Fernando Torres    | 86'     |
| A              | 18 | Dirk Kuyt          |         |
| Suplentes:     |    |                    |         |
| G              | 1  | Diego Cavalieri    |         |
| D              | 27 | Philipp Degen      |         |
| D              | 40 | Daniel Ayala       |         |
| M              | 4  | Alberto Aquilani   | 88'     |
| A              | 26 | David N'Gog        | 86'     |
| M              | 31 | Nabil El Zhar      | 90'     |
| A              | 47 | Dani Pacheco       |         |
| Treinador:     |    |                    |         |
| Rafael Benítez |    |                    |         |

| BENFICA :   |                     |                |         |
|             |                     |                |         |
| G           | 13                  | Júlio César    | 79'     |
| D           | 4                   | Luisão         |         |
| D           | 23                  | David Luiz     |         |
| D           | 27                  | Sidnei         |         |
| M           | 5                   | Rúben Amorim   |         |
| M           | 6                   | Javi García    |         |
| M           | 8                   | Ramires        |         |
| M           | 10                  | Pablo Aimar    | 84' 86' |
| M           | 17                  | Carlos Martins | 66'     |
| M           | 20                  | Ángel di María |         |
| A           | 7                   | Óscar Cardozo  |         |
| Suplentes:  |                     |                |         |
| G           | 1                   | Moreira        | 79'     |
| D           | 14\|\| Maxi Pereira |                |         |
| M           | 2                   | Airton         |         |
| M           | 18                  | Fábio Coentrão | 86'     |
| M           | 24                  | Felipe Menezes |         |
| A           | 31                  | Alan Kardec    |         |
| A           | 32                  | Éder Luís      |         |
| Treinador:  |                     |                |         |
| Jorge Jesus |                     |                |         |